# Letteratura latina medievale

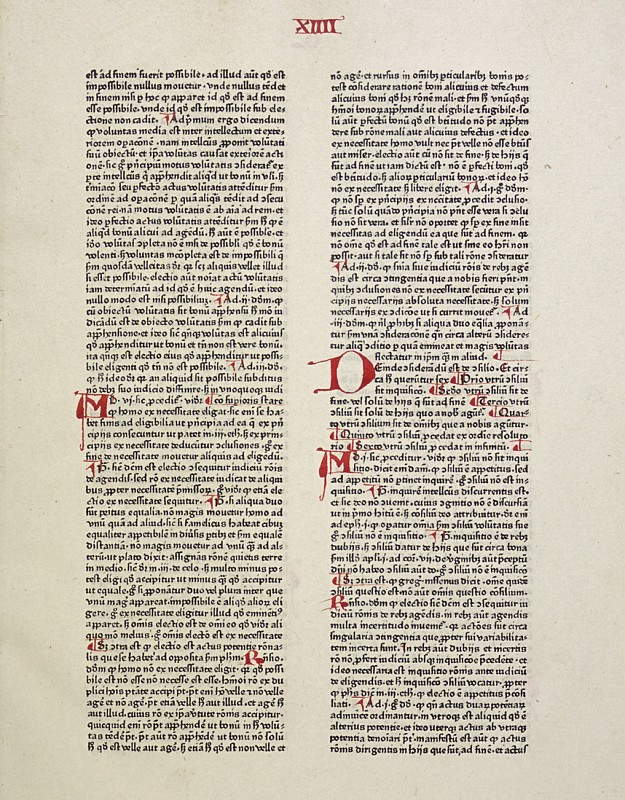
La Summa Theologiae di Tommaso d'Aquino

La letteratura latina medievale è quella parte della storia della letteratura latina prodotta tra il V e il XIV secolo, in latino medievale.
La lingua latina ha accompagnato tutto il percorso del Medioevo come strumento linguistico per la scrittura, non solo letteraria. Resta controverso il momento di piena distanza, nel parlato, tra neoformati volgari e latino quale lingua d'uso, probabilmente già pienamente romanzo intorno al VI-VII secolo (da considerare anche l'ampia produzione di scripta in lingua latina in aree mai realmente latinizzate, quali la Gran Bretagna o l'Irlanda).

## Fasi della letteratura latina medievale
La letteratura latina medievale si può dividere sostanzialmente in cinque fasi, alle quali si può premettere il cosiddetto periodo delle origini, dalla morte di Costantino alla caduta dell'Impero romano d'Occidente.
1. Periodo delle origini (337-476)
2. Età della letteratura barbarica (476-799)
3. Età della rinascenza carolingia (IX secolo)
4. Età della letteratura feudale (X secolo)
5. Età della letteratura scolastica (XI secolo-XII)
6. Età della letteratura erudita (1200-1350)

### Periodo delle origini

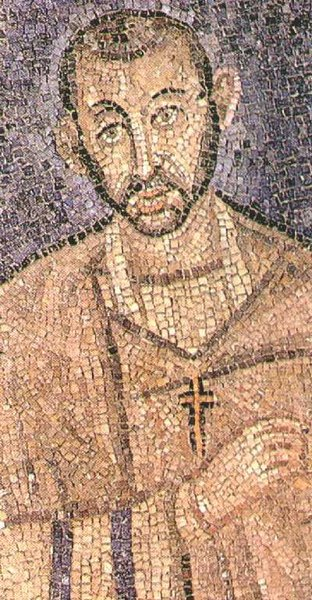
Sant'Ambrogio in un mosaico nella Basilica di Sant'Ambrogio a Milano.

Il periodo delle origini della letteratura latina medievale è spesso analizzato nelle sue maggiori forme di espressione, la letteratura cristiana antica e la letteratura pagana del IV e del V secolo; esso è però indispensabile nella sua unità, per meglio comprendere l'evoluzione della letteratura nel Medioevo. Dalla metà del IV secolo, la filosofia e il pensiero cristiano cominciano a diffondersi da un punto di vista letterario, contrastando la decadente letteratura pagana in lingua latina; tra i maggiori esponenti del periodo vanno ricordati Ilario di Poitiers, Ambrogio, Giovenco, Prudenzio e Paolino da Nola, oltre agli storici Gerolamo, Sulpicio Severo, Paolo Orosio e gli oratori Agostino e papa Leone I. Dall'altro lato la letteratura pagana, seppure indebolita e poco innovativa, forniva le opere di Claudiano, Rutilio Namaziano, Eutropio, Ammiano Marcellino e Simmaco, protagonista della celebre disputa con il vescovo di Milano Ambrogio sulla rimozione dell'Altare della Vittoria. La sua Relatio de ara Victoriae mostra chiaramente il contrasto tra i due rami della cultura latina del periodo, il quale si trasferì irrimediabilmente alle opere letterarie.
(Quinto Aurelio Simmaco, Relatio de ara Victoriae)

### Età della letteratura barbarica

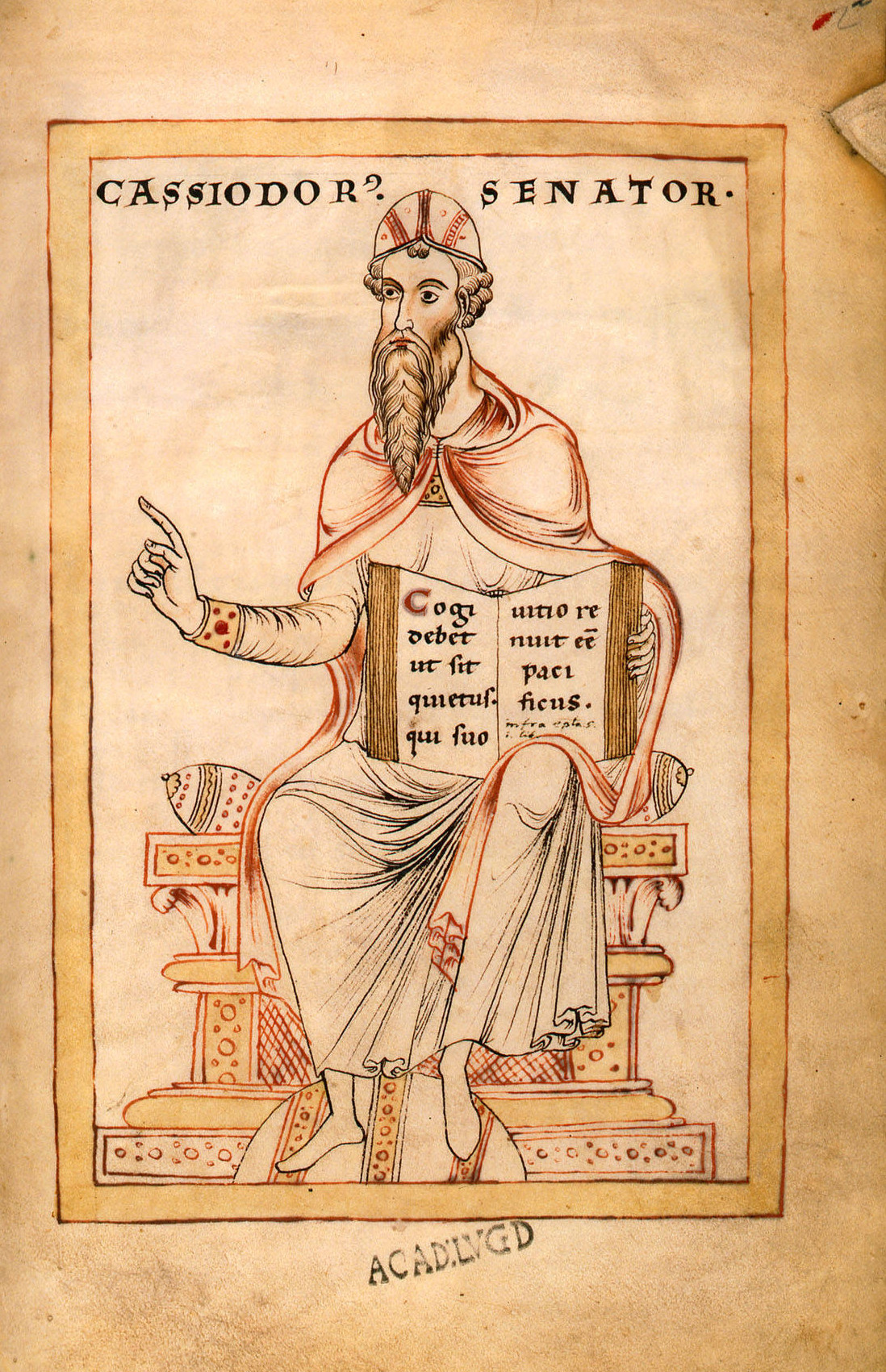
Flavio Magno Aurelio Cassiodoro.

Il contrasto tra il pensiero cristiano e pagano continua anche nel periodo successivo, nel quale prende posto una nuova disputa sulla conservazione degli antichi testi pagani classici; se alcune menti della cristianità ritenevano tale produzione letteraria pericolosa e capace di corrompere gli uomini, molti grandi personaggi, tra i quali sant'Agostino e san Gerolamo, ritennero di doverla custodire e mantenere con gran cura, in quanto testimonianza di un grande passato. Di tale compito si occupò Cassiodoro, che nel Vivarium raccolse e ricopiò manoscritti antichi, seguendo il programma tracciato nelle sue Institutiones e ispirando poi l'opera dei Benedettini. Il periodo storico-letterario prende il nome dalle concomitanti invasioni barbariche, le quali portarono un periodo di grave instabilità e un nuovo nemico pagano per la morale cristiana; nonostante da ciò scaturisse una situazione di povertà e insicurezza per il mondo occidentale, nel VI secolo abbiamo ancora produzioni letterarie di alto livello, e tra i personaggi basilari sono da ricordare ancora Cassiodoro, Boezio, Venanzio Fortunato, papa Gregorio I, Gregorio di Tours e san Benedetto. I secoli VII e VIII portarono al contrario una vasta ed estesa depressione culturale; in ambito continentale la produzione letteraria perse il suo carattere universale, si differenziò fortemente tra i vari popoli e fornì rare opere di grande interesse, con alcune eccezioni principalmente in ambito insulare. Isidoro di Siviglia in Spagna e l'Irlandese san Colombano risultano essere tra le poche figure illuminate al principio del VII secolo; in Italia, Francia, Spagna e Africa settentrionale la cultura si ferma per circa due secoli, venendo generalmente custodita all'interno dei monasteri. Dall'Irlanda nacque però una vasta serie di missionari e dotti della cultura, i quali travolsero l'Inghilterra e successivamente l'intera Europa con un'onda di conversioni e contatti culturali. Proprio L'Inghilterra ne ricavò enormi benefici: l'isola, divisa tra le forti influenze irlandesi e italiche, sviluppò un grande amore verso le opere della cultura classica e produsse intellettuali del calibro di Benedetto Biscop, Aldelmo, Beda il Venerabile e Bonifacio. L'età della letteratura barbarica segna la fine del latino parlato, specialmente dal VII secolo, lasciando spazio alle nuove lingue romanze ancora incapaci però di sviluppare una propria letteratura.

### Età della rinascenza carolingia

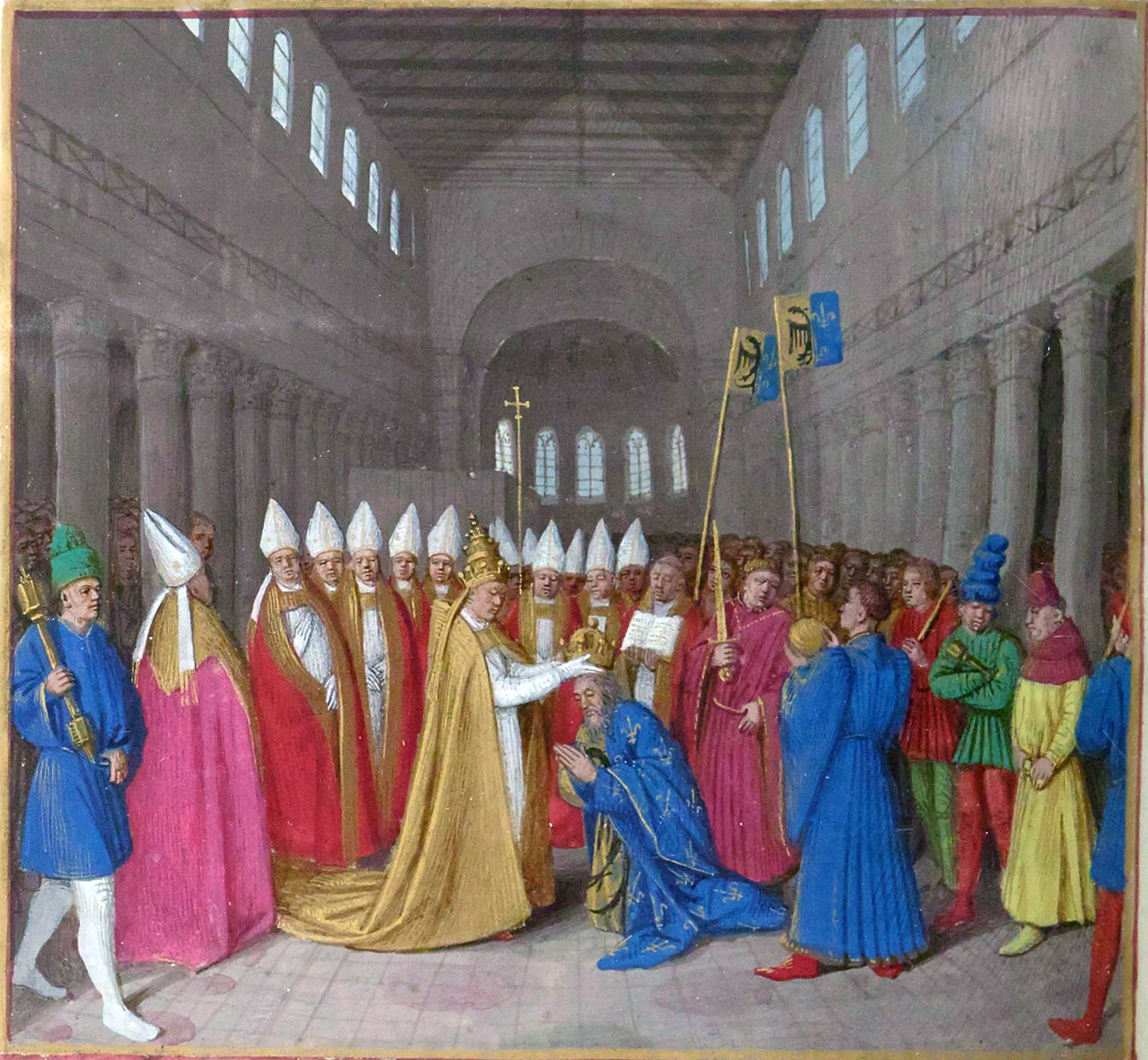
Carlo Magno incoronato da Leone III.

La frammentazione culturale nata nel periodo precedente si va a ricompattare sotto la spinta unificatrice dell'impero di Carlo Magno, con la conseguente nascita di una produzione letteraria a carattere internazionale. Questo vero "rinascimento" culturale si avvale di elementi della tradizione italiana, così come della vitalità della cultura irlandese e anglosassone; è una rinascita laica e religiosa allo stesso tempo, la cui base è ancorata sui manoscritti dei monasteri e sulle nuove scuole fondate in tutto l'impero. La corte franca riunisce molti degli intellettuali del periodo, tra cui gli italiani Paolino II e Paolo Diacono, gli anglosassoni Alcuino e Fridugiso. In questa fase la Germania fa il suo ingresso nella cultura occidentale, a seguito della conversione al cristianesimo operata da Bonifacio; gli studiosi e i dotti di questo popolo imparano in poco tempo la lingua latina comprendendone le più complesse sfumature tecniche, si mostrano esperti nella grammatica come nella dialettica e nella retorica. L'accademia palatina, fulcro degli intellettuali di corte e diretta da Alcuino, fornisce i geni di Angilberto, Eginardo e Paolo Diacono, i quali si occupano di poesia e di opere storiche. Nell'814 la morte di Carlo Magno mette a rischio la stabilità di questa istituzione, mantenuta da Ludovico Pio; la letteratura perse l'importanza acquisita precedentemente, e allontanò inoltre il movimento laico dalla corte dei franchi. Nonostante ciò questo periodo storico fornirà intellettuali largamente conosciuti, quali Rabano Mauro, Valafrido Strabone, Giovanni Scoto Eriugena e Sedulio Scoto. Della tarda età carolingia, presumibilmente risalente agli anni centrali del secolo IX, è il Waltharius, poema anonimo in esametri.

### Età della letteratura feudale

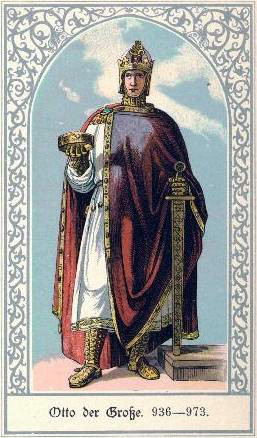
Ottone I di Sassonia.

Nel cosiddetto "secolo di ferro" la cultura europea vive un periodo assolutamente sfavorevole, pressata tra le inadatte condizioni sociali e politiche; essa si rifugia nelle chiese e nei monasteri, sfidando le innumerevoli scorrerie dei barbari e il crescente spirito laico che si andava diffondendo. La produzione letteraria rimane sostanzialmente nelle mani del popolo tedesco, il quale mette a frutto le conoscenze acquisite nel secolo precedente; vengono create saghe, leggende ed epopee nazionali in lingua latina, superando concettualmente la copia pedissequa dei classici fino a quel momento compiuta. Tra le opere spicca l'epopea allegorica dal titolo Ecbasis captivi, con personaggi provenienti dal regno animale; da ricordare sono anche le composizioni in esametri di Roswitha di Gandersheim. Nella poesia religiosa si ricorda Notker il balbo, primo autore di sequenze, mentre ci sono giunti numerosi inni anonimi. Una nuova fase storica e culturale si aprirà con la proclamazione ad imperatore di Ottone I e la rifondazione del Sacro Romano Impero; alla sua corte si radunarono numerosi dotti, tra i quali Raterio da Verona e Liutprando da Cremona. Approfittarono di tale clima i discendenti di Ottone, in particolare Gerberga di Sassonia, Ottone II e Ottone III, ma nessuno di loro riuscì a portare avanti il sogno della dinastia ottoniana di ridare a Roma l'antico ruolo di caput mundi. Ad ogni modo questo improvviso movimento nel mondo delle lettere portò grandi vantaggi a tutto l'Occidente con l'apertura di nuovi monasteri e scuole, ma in particolare in Germania ebbe più alte conseguenze. Il maggior rappresentante poetico del regno ottoniano è ancora Roswitha di Gandersheim, autrice di drammi, poemi storici e leggende in esametri e distici leonini; i più grandi autori di prosa sono Attone, Gunzone di Novara, Raterio, Liutprando, Abbone di Fleury e soprattutto Gerberto di Aurillac, il futuro papa Silvestro II.

### Età della letteratura scolastica

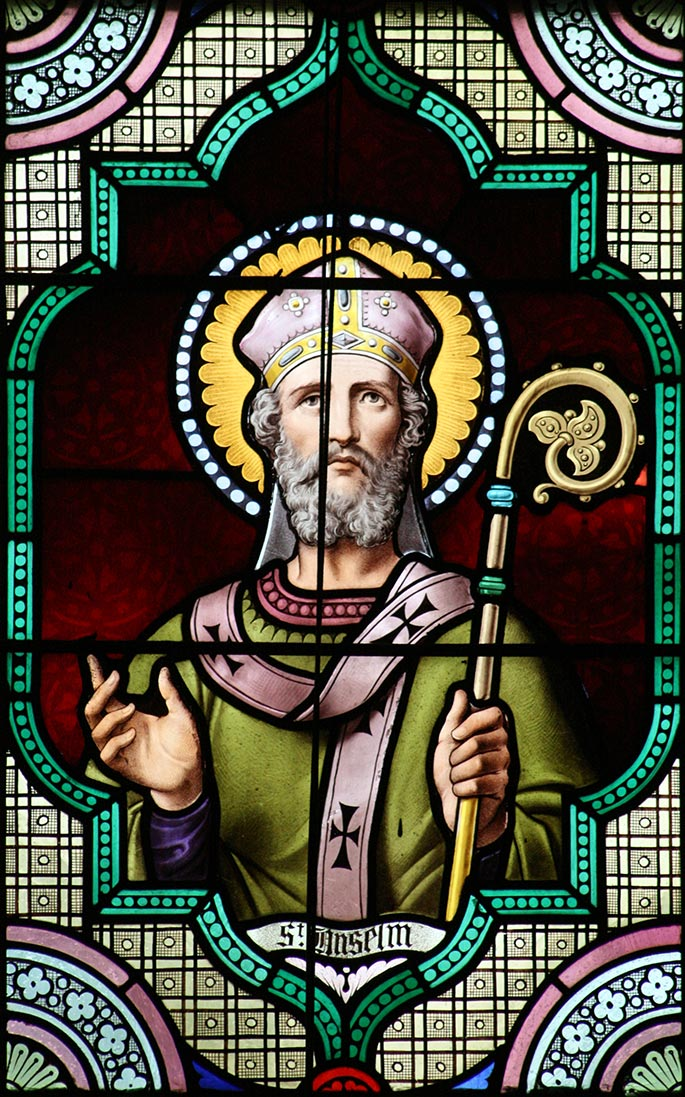
Anselmo d'Aosta.

L'anno 1000 è generalmente considerato lo spartiacque tra l'alto e il basso Medioevo, e i due secoli che gli seguono porteranno un periodo di enormi cambiamenti per tutta l'Europa. Tra gli eventi più importanti di questa fase storica bisogna citare la lotta per le investiture, terminata con il Concordato di Worms del 1122, la nascita dei comuni, le Crociate e i nuovi rapporti con l'Oriente, lo sviluppo delle Università e la scoperta (o riscoperta) di nuove correnti filosofiche. Il contatto con il mondo arabo e bizantino permise alla cultura europea di trovarsi di fronte a molte opere dell'antica letteratura greca solo in minima parte conosciute, tra cui Platone, Aristotele nel commento di Averroè e la patristica orientale; grazie alle innumerevoli traduzioni compiute in latino dal greco e dall'arabo, l'influsso filosofico e letterario fu ovviamente enorme e segnò la storia della cultura europea. Le università permettono al mondo laico di aumentare la propria presenza nella cultura, custodita precedentemente nei monasteri e nelle scuole ivi poste; in questi nuovi centri di studio fioriscono le produzioni letterarie dei professori come degli studenti, si veda ad esempio il caso dei goliardi. A fronte di tali cambiamenti, la rinascita culturale fu prepotente e invase tutti i campi dell'intelletto, coinvolgendo evidentemente la letteratura. La prosa si distingue soprattutto per scritti inerenti alla teologia e alla filosofia, materie che si scontrarono anche violentemente per quale fosse tra le due la preponderante; teologo notevole fu Burcardo di Worms, mentre in Italia si deve ricordare l'opera di Pier Damiani, Lanfranco di Pavia, accanito avversario di Berengario di Tours, e soprattutto Anselmo d'Aosta. Grandissimi filosofi furono Pietro Abelardo, Ugo e Riccardo di San Vittore, Bernardo di Chiaravalle e Pietro Lombardo; tra gli altri generi coperti dalla prosa è necessario citare ancora Gerberto di Aurillac e Giovanni di Salisbury, quest'ultimo celebrato spesso come il maggiore dei preumanisti. La poesia medievale, anche prima e oltre all'XI e XII secolo, si può dividere in metrica e ritmica: se la prima si basa sulle regole carpite dagli auctores, la seconda è una forma originale medievale, legata a doppio filo con la musica. Tra gli interpreti di quest'ultimo genere si ricordano Alfano di Salerno, Ugo Primate, l'Archipoeta e Adamo di San Vittore. Della poesia didascalica si hanno numerosissimi testi, spesso rifacimenti di opere classiche; tra i maggiori interpreti vi sono Marbodo di Rennes, Alano di Lilla e Gualtiero di Châtillon.

### Età della letteratura erudita

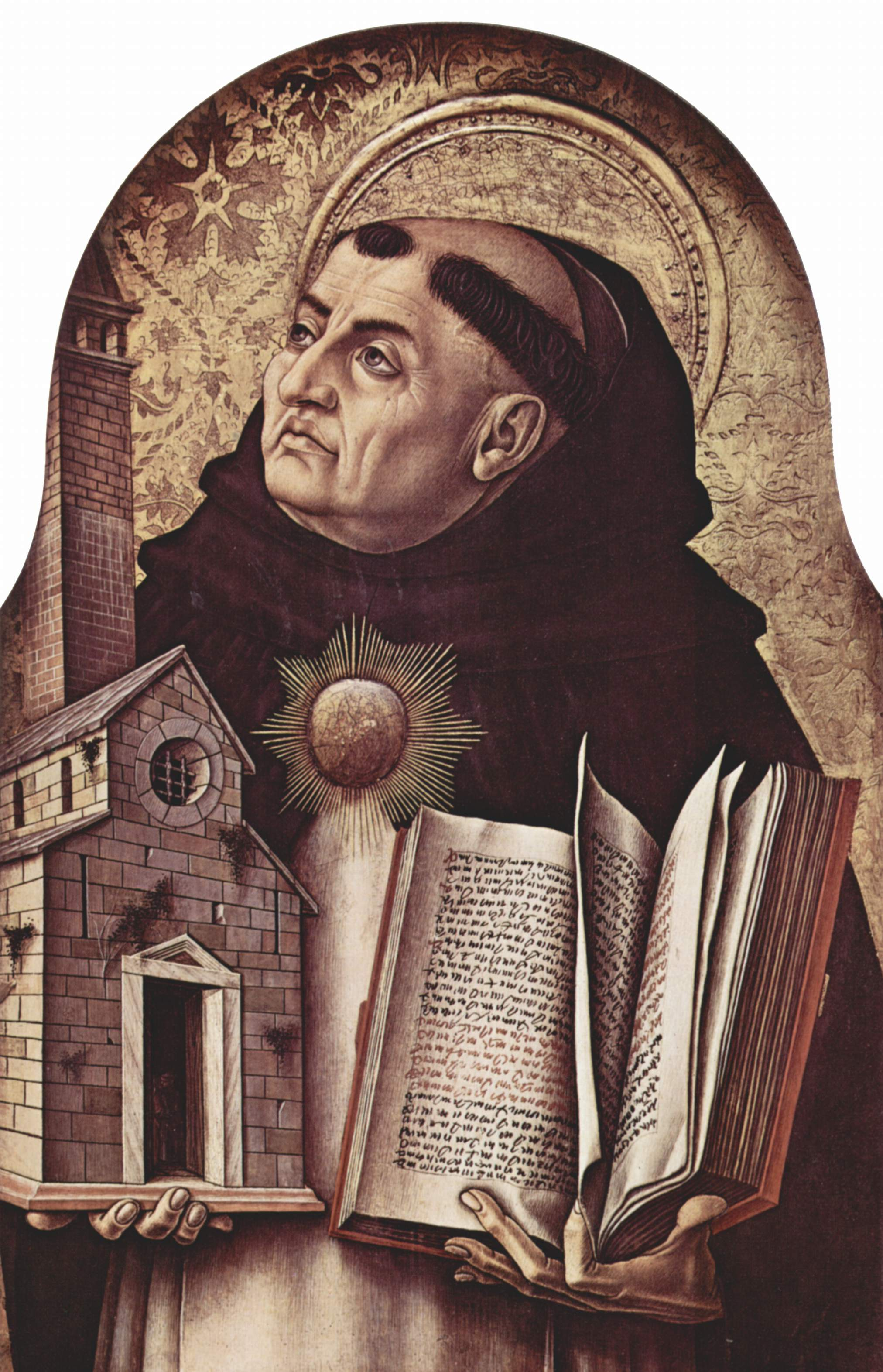
Tommaso d'Aquino dipinto da Carlo Crivelli.

Il processo di diminuzione dell'uso della lingua latina in letteratura si fa ancora più pesante nell'ultima fase: generalmente tutta la produzione volgare è in continuo aumento, in particolare nella poesia dove ha ormai dominio quasi totale. La cultura subisce un nuovo percorso di laicizzazione, le cui forze non sono però in contrasto con la chiesa; il clero perde il suo ruolo di depositario della cultura, mentre al contrario i nuovi ordini religiosi di San Francesco e San Domenico raggrupperanno alcune tra le menti più fulgide. Tutta la letteratura dei due secoli precedenti viene riesaminata e valutata con un invidiabile spirito critico, si raccolgono tutti gli elementi di valore e si cerca di catalogare ogni produzione culturale in summae, itineraria, specula, dicta e opiniones, etc. Il XIII secolo si presenta come uno dei più grandiosi nella storia della cultura medievale, basilare per la comprensione della futura storia europea. Nella prosa la produzione filosofico-teologica la fa da padrone, anche alla luce dell'acquisizione delle opere di Aristotele: sullo Stagirita si muovono le differenti interpretazioni, tomiste, averroistiche, platonico-agostiniane e scientifico-sperimentali. Le maggiori opere in tale genere sono l'Itinerarium mentis in Deum di Bonaventura da Bagnoregio e soprattutto la Summa theologiae di Tommaso d'Aquino, mentre nel campo dell'esegesi si aggiungono ai due Alberto Magno e Gioacchino da Fiore; da quest'ultimo scaturisce un filone di letteratura spirituale mistica, legato soprattutto all'Ordine francescano, cui appartengono Ubertino da Casale e Angela da Foligno e Tommaso da Celano. La produzione laica si dipana sulle arti del trivio, oltre che sulla medicina, il diritto e la storiografia: tra i nomi da citare vi sono Accursio, Pietro d'Abano, Cecco d'Ascoli, Leonardo Fibonacci, Giovanni Villani, Vincenzo di Beauvais e Salimbene da Parma. Chiudono lo scenario della prosa latina medievale le opere di Dante Alighieri, il De vulgari eloquentia e il De Monarchia. Nella poesia religiosa spiccano ancora San Tommaso e Iacopone da Todi; una certa forza ha anche la poesia storica, mentre attorno ad esse trionfa la poesia in volgare. In alcuni centri e scuole permane il desiderio di studiare la letteratura classica, che spingerà poi la storia europea verso l'Umanesimo. Vedi a Padova i "preumanisti" tra XIII e XIV secolo studiati, da Giuseppe Billanovich: Rolandino da Piazzola, Lovato Lovati, Albertino Mussato (legato a Petrarca anche grazie all'amore per gli autori e i codici dei testi antichi).